# Julie Delpy
Julie Delpy (* 21. prosince 1969 Paříž) je původem francouzská herečka, scenáristka, zpěvačka, režisérka a také spisovatelka, která se narodila do herecké rodiny Marie Pilletové a Alberta Delpyho. Třikrát byla nominována na Césara a dvakrát na Oscara za nejlepší adaptovaný scénář. Hrála ve více než 30 filmech.
V roce 1990 odjela z Francie trvale žít do Spojených států, kde o jedenáct let později obdržela americké občanství, při ponechání francouzského.

## Kariéra
Již v dětství se dostala k divadlu. Poprvé se objevila v devíti letech ve filmu Guerres civiles en France. Poté následovaly další role ve filmech Detektiv a Evropa, Evropa. Po absolvování Newyorské filmové školy se začala věnovat režii, psaní scénářů a filmovému střihu.
Mezi hrdinkami, které před kamerou ztělesnila, vynikají zejména dívky, do jejichž osudů tragicky zasahují milostné city. Její režijní debut byl v roce 2002 film s názvem Hledání Jimmyho. V roce 2004 byla nominována na cenu Akademie za svou práci na scénáři filmu Před soumrakem v režii Richarda Linklatera. Film získal ještě větší ohlas než spolupráce stejných tvůrců před devíti lety na snímku Před úsvitem. V témže roce napsala scénář k filmu Před soumrakem, za který byla nominována v roce 2005 na Oscara.
Kromě hereckých a režijních počinů rovněž v roce 2003 vydala desku Julie Delpy, pro kterou napsala texty a kde zpívala. Romantickou komedii 2 dny v Paříži (2007) zároveň režírovala a do rolí rodičů obsadila své vlastní rodiče.
V roce 2009 se stala režisérkou francouzsko-německého historického filmu La Comtesse (Hraběnka). Převzala v něm také hlavní roli hornouherské hraběnky Alžběty Báthoryové. Děj filmu se odehrává v Čachticích na Slovensku, kde měla Báthoryová rozsáhlé statky.

## Soukromý život
Herečka žije v Los Angeles. V letech 2004 až 2013 udržovala partnerský vztah s německým skladatelem filmové hudby Marcem Streitenfeldem. V lednu 2009 se jim narodil syn Leo.
Jejími přáteli jsou herci Ethan Hawke a Adam Goldberg. Vzorem se pro ni stala herečka Marilyn Monroe. Navrhuje také módu a zhotovuje vlastní oblečení.

## Filmografie
- La Comtesse 2009
- 2 dny v Paříži 2007
- To, co dýchám 2007
- Skandál 2006
- Záhada Lucy Keyes 2006
- 3 plus 3 2005
- Zlomené květiny 2005
- Frankenstein 2004
- Před soumrakem 2004
- CinéMagique 2002
- Looking for Jimmy 2002
- Villa des Roses 2002
- Beginner's Luck 2001
- MacArthur Park  2001
- Sním či bdím? 2001
- Tajemství sexu 2001
- Sand 2000
- Tell Me 2000
- But I'm a Cheerleader 1999
- Posedlost Ayn Randové 1999
- Jak se neztratit v L.A. 1998
- Treat, The 1998
- Zločin a trest (TV film) 1998
- Americký vlkodlak v Paříži 1997

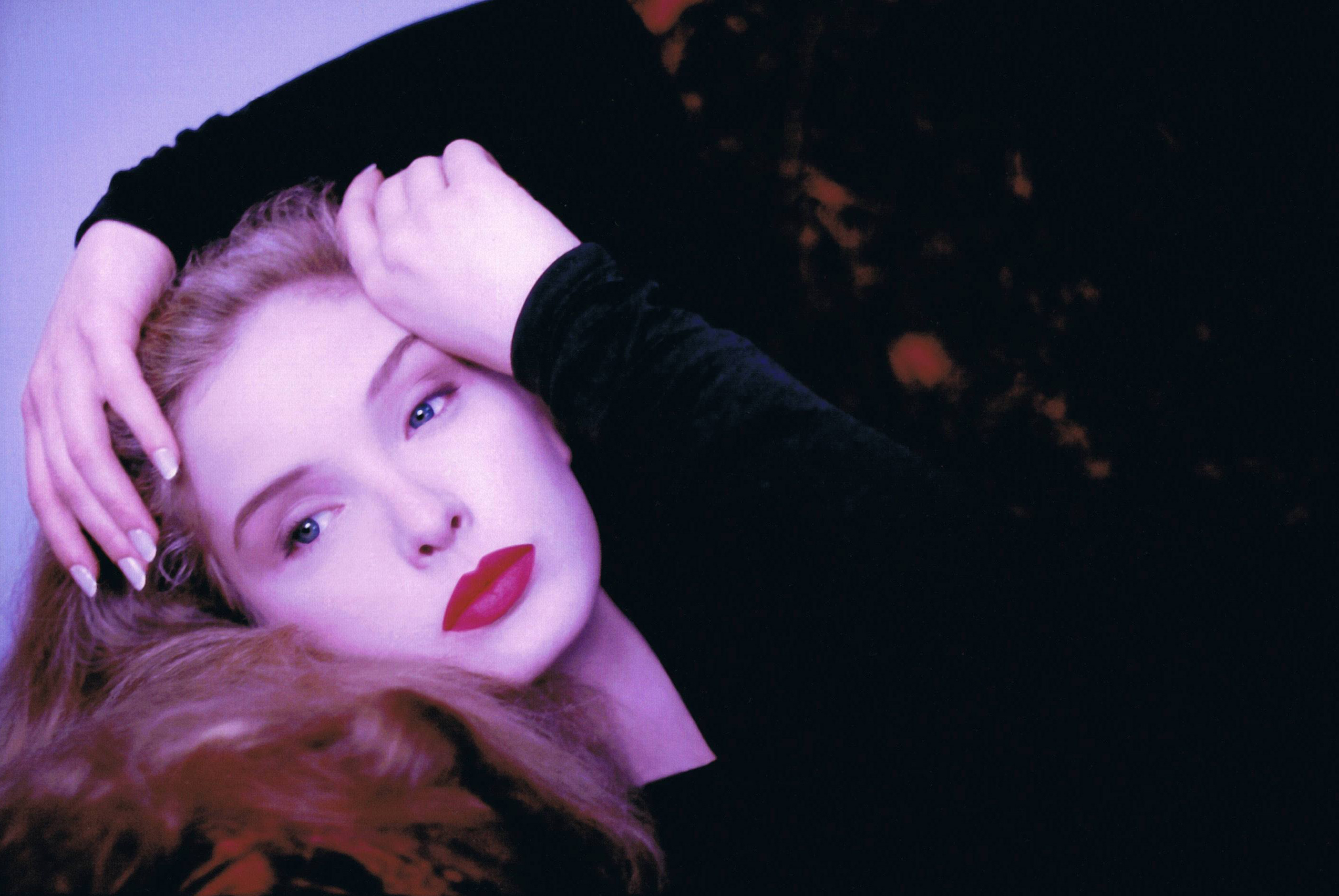
Umělecká fotografie Julie Delpy, 1995

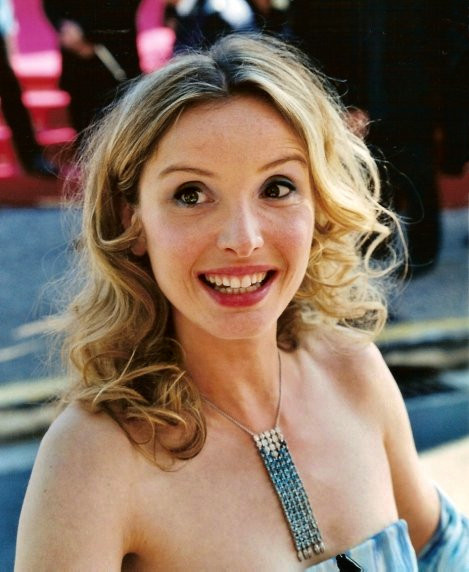
Julie Delpy na festivalu v Cannes, 2002

- Histoire du cinéma: Seul le cinéma 1997
- Mille merveilles de lúnivers, Les 1997
- Tykho Moon 1996
- Blah Blah Blah 1995
- Před úsvitem 1995
- Pohotovost (TV seriál) 1994
- Sunny Side Up 1994
- Tři barvy: Bílá 1994
- Tři barvy: Červená 1994
- Mladší a mladší 1993
- Tři barvy: Modrá 1993
- Tři mušketýři 1993
- Zabít Zoe 1993
- Warszawa. Année 5703 1992
- Lex Dents de ma mére 1991
- Homo Faber 1991
- Evropa, Evropa 1990
- La Noche oscura 1989
- L'Autre nuit 1988
- King Lear 1987
- La Passion Béatrice 1987
- Zlá krev 1986
- L'Amour ou presque 1985
- Classique 1985
- Detektiv 1985
- Niveau moins trois 1982
- Guerres civiles en France 1978